# Pantoja (kommunhuvudort)
Pantoja är en kommunhuvudort i Spanien.   Den ligger i provinsen Toledo och regionen Kastilien-La Mancha, i den centrala delen av landet, 40 km söder om huvudstaden Madrid. Pantoja ligger 524 meter över havet och antalet invånare är 3 071.
Terrängen runt Pantoja är platt. Runt Pantoja är det ganska tätbefolkat, med 96 invånare per kvadratkilometer. Närmaste större samhälle är Illescas, 8,8 km norr om Pantoja. Trakten runt Pantoja består till största delen av jordbruksmark.